# Pałac Kongresów w Tiranie
Pałac Kongresów w Tiranie (alb. Pallati i Kongreseve) – centrum kongresowe, zlokalizowane w Tiranie w Albanii.
Pałac został zbudowany w okresie komunizmu i funkcjonował jako siedziba Albańskiej Partii Pracy. Obecnie pałac służy jako miejsce kulturalne, gdzie odbywają się różne spektakle i festiwale, w tym m.in. Festivali i Këngës i Kënga Magjike.